# 倫敦大學皇家霍洛威學院
倫敦大學皇家霍洛威学院 （英語：Royal Holloway, University of London，正式的注册名称为“Royal Holloway and Bedford New College”，一般简称为“RHUL”）是一家坐落于英国伦敦西郊萨里郡的多学科教育及研究类大学。1985年，该校由位于伦敦攝政公園的贝尔福德学院和位于萨里郡的皇家霍洛威学院两所教育机构合并而来。
其学术研究范畴横跨文化、科学、历史及社会科学，在英国官方公布的大学研究水平评鉴 (Research Excellence Framework, REF) 之中，百分之81的研究被评为世界上领先或优异（REF 2014）。该学院以艺术人文学科见长，尤以戏剧系、音乐系、政治系、心理学系、地理信息安全系知名。 1990年成立的信息安全系是世界上首次于高等教育中开设的授课型硕士课程。戏剧系长年居QS世界大学学科领域排名表演艺术类全球前15位内。音乐系除接连为英国各大学排名的前10名內，2014年受女王伊丽莎白二世颁发 Regius Professorship 的教授職級肯定該系所的卓越表現。其他着名学科包括创意写作、多媒体艺术、市场学、地球科学等。

## 發展歷史

### 贝德福德学院
贝德福德学院（英語：Bedford College）是在1849年由当时的社会改革先驱者伊丽莎白·杰西·里德（Elizabeth Jesser Reid）所建立，是英国第一所为女性提供高等教育的学院。一开始这个学院坐落于布魯姆斯伯里的贝德福德广场(Bedford Square)，但是由于租金问题几经搬迁，最后在1913年定址于摄政公园（今其校區屬倫敦攝政大學），一直到1985年与皇家哈洛威学院合并为止。Bedford College 主要提供艺术与科学专业的大学学位。上一学年有超过1500名学生在21个不同的科系学习。

### 皇家賀洛唯學院
托马斯·霍洛威（英語：Thomas Holloway）于1879年在一场名为“怎样花掉至少25万英镑是最好的（How best to spend a quarter of million or more）”的公开辩论之后建立了皇家哈洛威学院。因为他的妻子珍（Jane Holoway）建议说建立一所女子学院所取得的社会效益会是最好的。这间学院在1886年由当时的维多利亚女王主持开校。当时所建造的学院建筑至今仍然保留，名称为 Founder's Building，成为该校的标志性建筑。

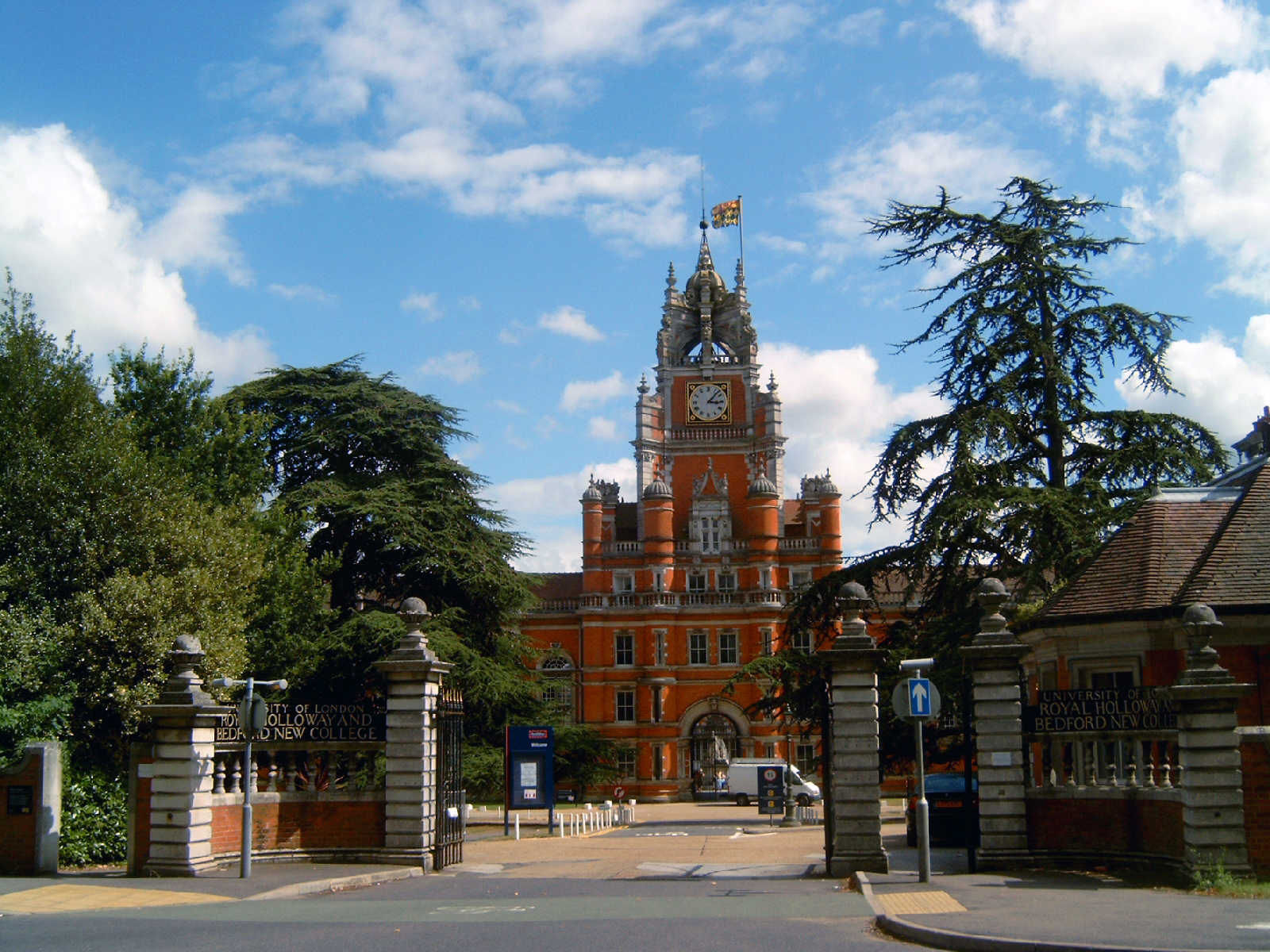
校門
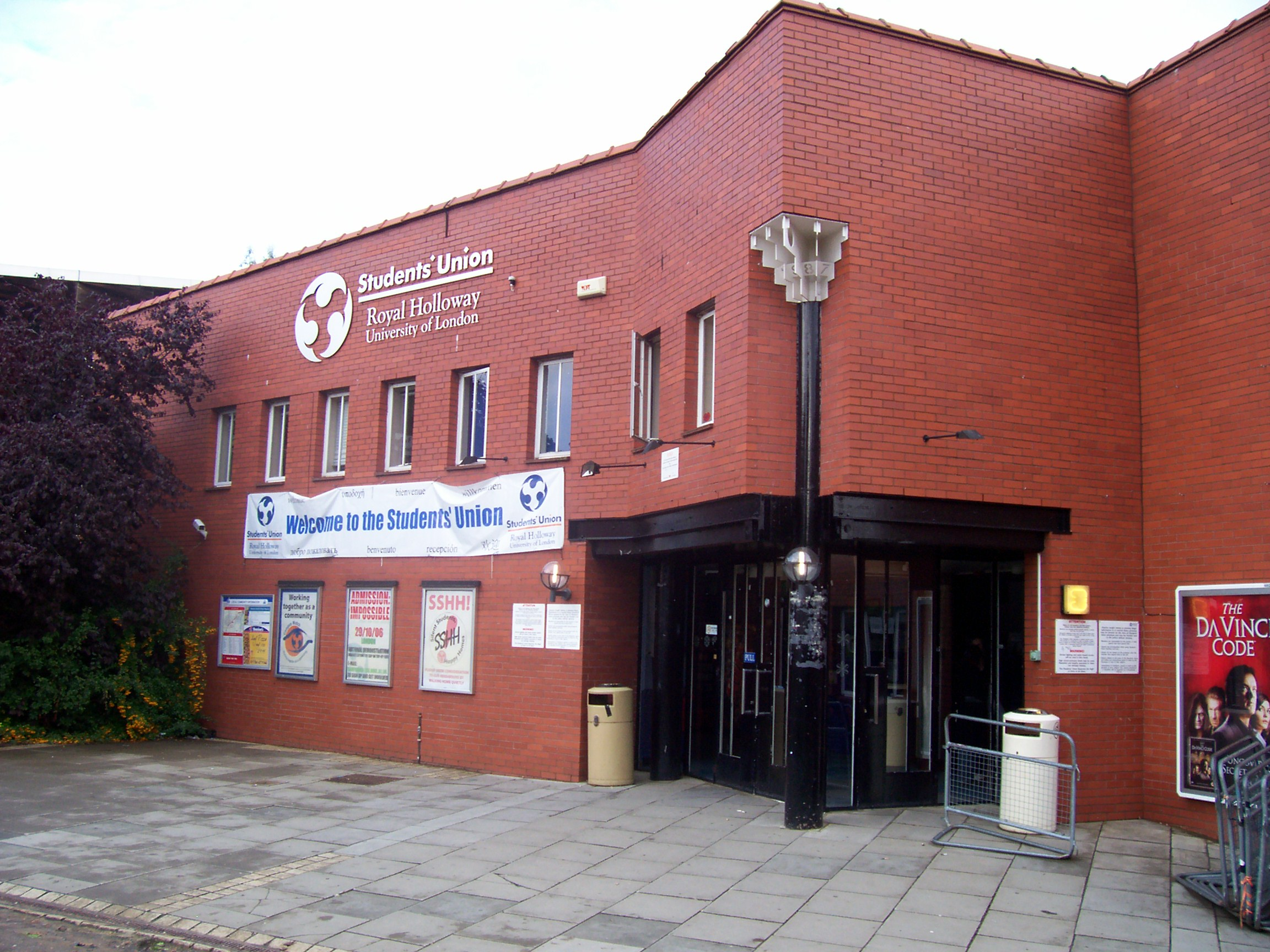
學生會
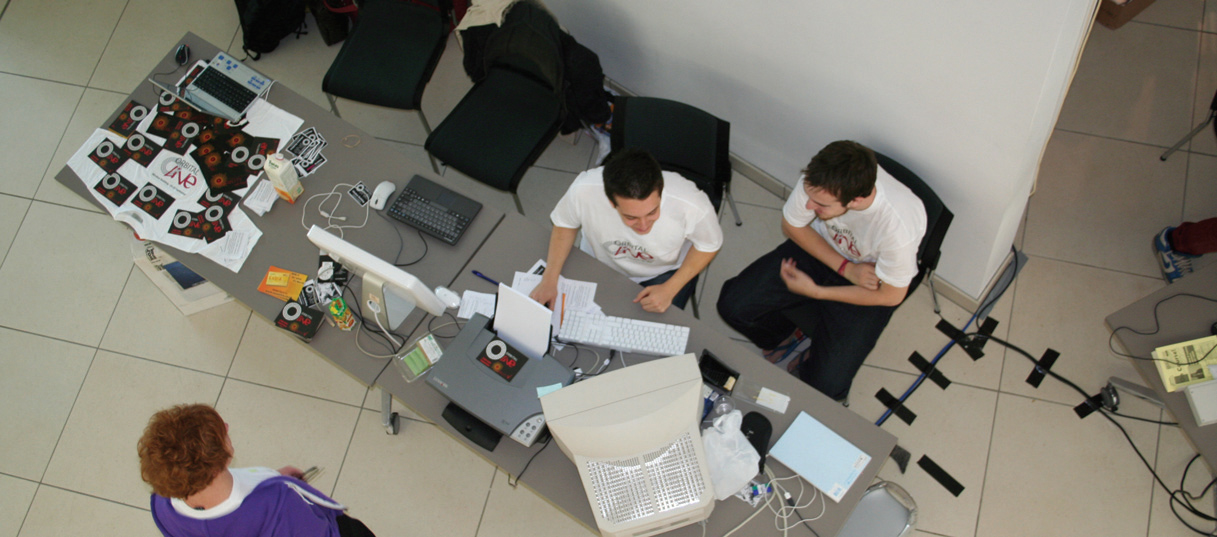
The Orbital出版中心
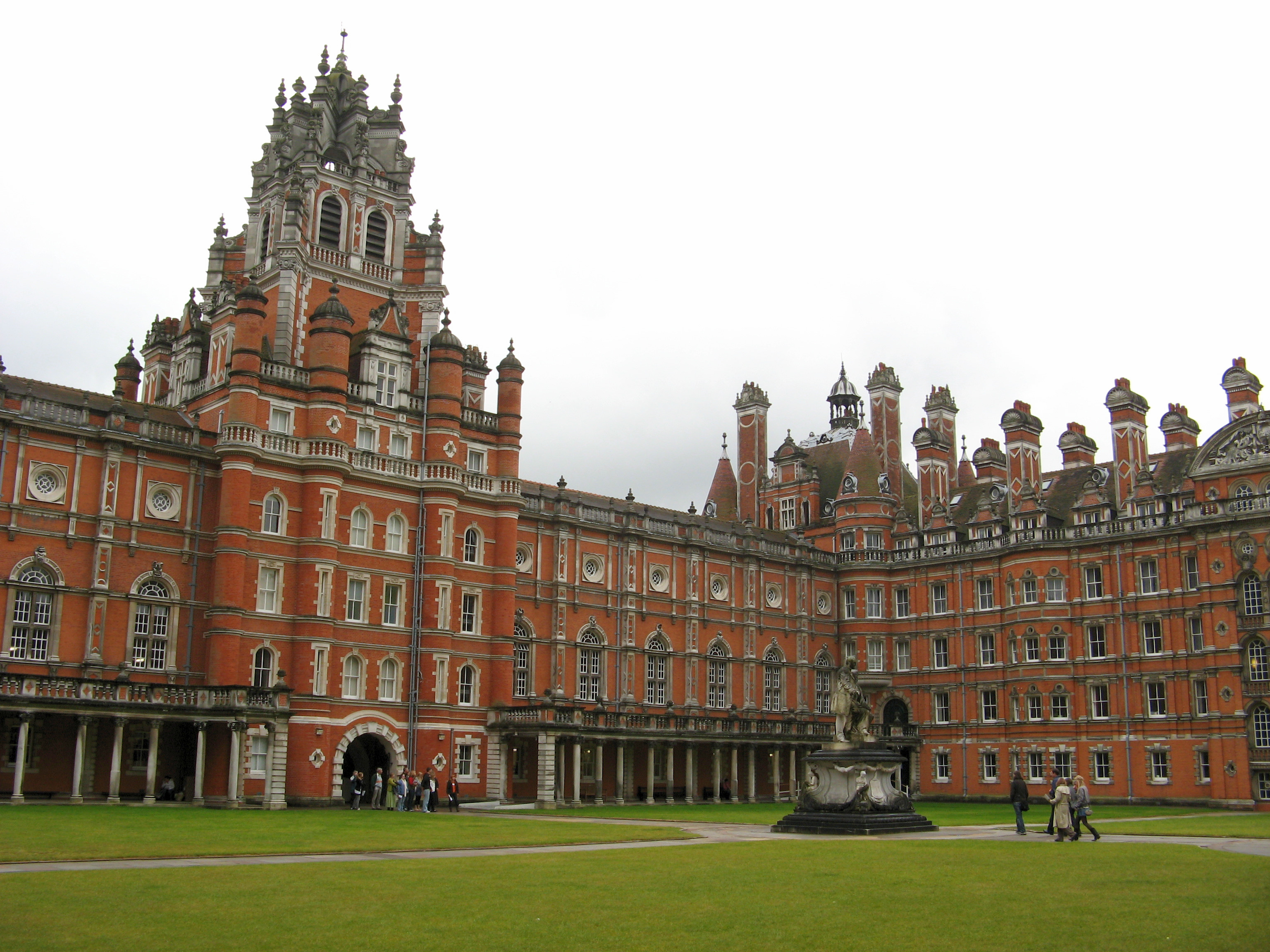
主樓
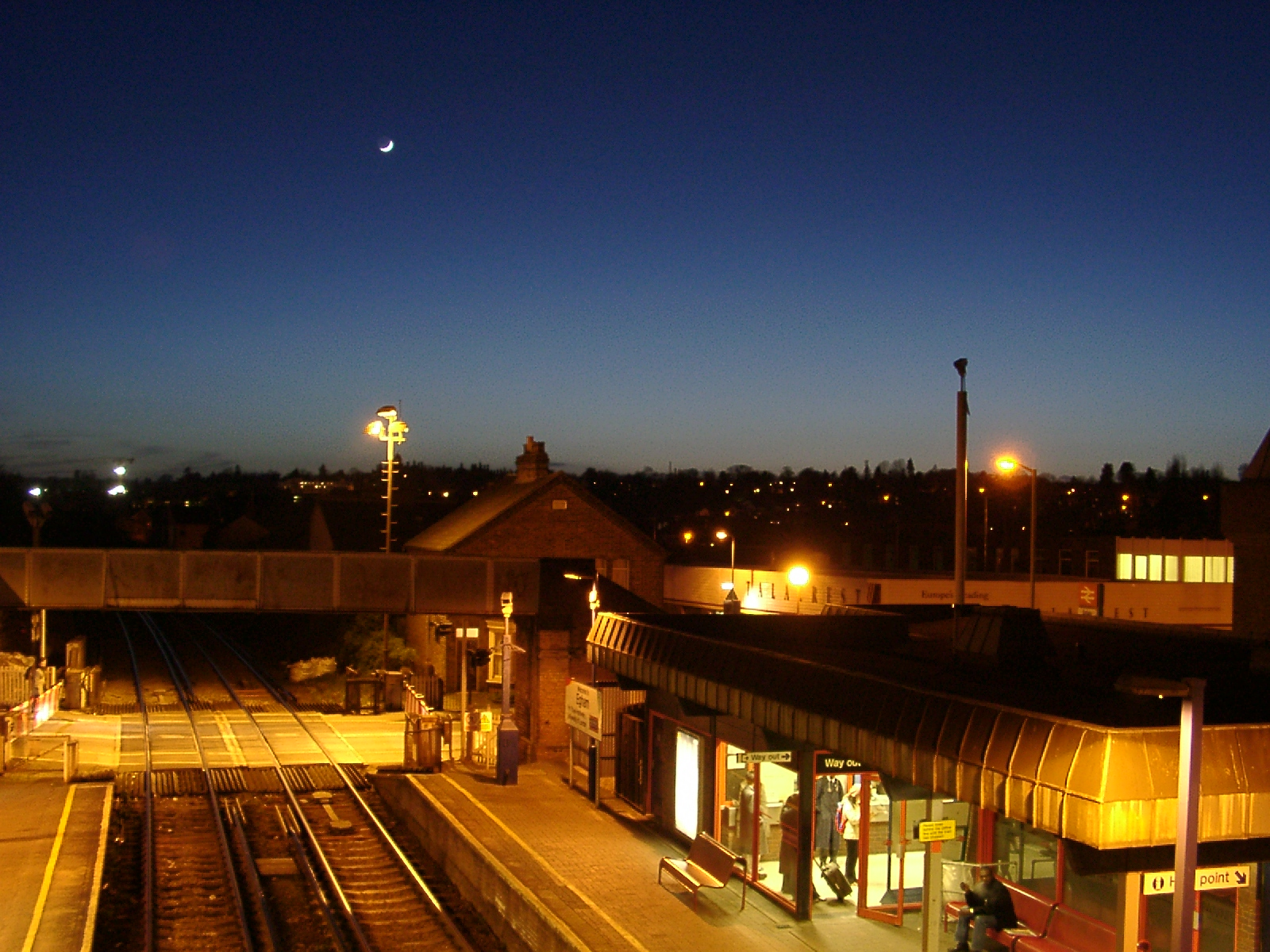
車站

### 合并
- 1900年，两所学院均加入伦敦大学系统。
- 1965年，两所学院开始招收男性本科学生。
- 1982年，由于政府对高等教育的投入资金急剧减少，双方达成协议，决定于1985年合并。
- 1986年，伊丽莎白二世女王主持了合并後的学院开幕典礼。
- 1992年，学校委员会根据提议签署了一项决议，保留「Royal Holloway, University of London」作为对外名称，但是正式的注册名字依然为「Royal Holloway and Bedford New College」。

## 知名校友
何超莲（1991-），澳门赌王何鸿燊和三太陈婉珍千金
莫文蔚（1970-），香港女歌手，演员
簡雪忻，劉鳴煒太太，共享經濟初創企業創辦人
莊梅岩，香港劇作家
蘇菲·阿布拉莫維奇（1995-），俄羅斯富豪羅曼·阿爾卡季耶維奇·阿布拉莫維奇千金
克里斯-阿尔德里奇，英国广播电台的新闻播音員（BBC广播四台）
Tahmima Anam（1975-），孟加拉籍作家和小说家
凯蒂·安德森，DBE（1903-1979），北伦敦大学学校校长 (1945年至1965年)
凯瑟琳·阿什顿（1956-)，欧洲联盟外交和安全政策高级代表
Dean Ayass（1976-），英国摔跤经理和评论员
诺曼·贝克（1957-），英国政治家、议员
理查德·贝克（1972-），英国作曲家和指挥家
穆罕默德·阿卜杜勒·巴里，MBE（1953-），英国穆斯林委员会秘书长
格雷戈里巴克（1966年- ），英国政治家、议员
黛布拉巴尔（1986-），学徒候选人，第五系列
大卫贝拉米，OBE（1933-），英国植物学家，环保主义者，作者和广播电台主持人
大卫.本森（1962-），英国喜剧演员，作家和演员
彼得·布拉姆利，英国演员，导演兼戏剧导演
苏菲-布莱恩特（1850-1922），盎格鲁-爱尔兰数学家，教育家，女权主义者和社会活动家
苏珊·布洛克（1958-），英国女高音
海伦凯姆，CBE，FRHistS（1885-1968），英国历史学家
马克·卡文迪，动物学家，作家，野生动物摄影师，电视和电台主持人
露西·卡隆，Msizi的非洲慈善的创始人和主任
理查德·克拉克（1978-），英语电台主持人
乔纳森·科尔（1970-），英国作曲家
康普顿-伯内特（1884年至1969年），英国小说家
约翰·B·科斯格雷夫（1946-），爱尔兰数学家
Richmal康普顿（1890-1969），英国作家
詹姆斯Dagwell（1974-），英国记者
Tansy戴维斯（1973-），英国作曲家
艾米莉·戴维森（1872-1913），英国妇女参政活动家
伊迪丝·达勒姆（1863-1944），英国旅行家，艺术家，作家和人类学家
乔治·艾略特（1819-1880），英国小说家
Elliot John Gleave（1982-），英国歌手，说唱歌手和词曲作者
伊莎贝尔·费伊（1979-），英国喜剧作家和个性喜剧演员
珍妮特Fookes，DBE，DL（1936-），英国政治家，保守党上议院成员
Norvela福斯特（1931-1993），英国商人，出口商和政客
艾玛·弗洛伊德（1962-），英国广播公司和文化评论员
罗伯特·加赛德（1967-），英文破纪录的冒险家
皮帕·格爾德（1952-），英国女演员
卫兰·哈德洛，BBC二台台长
尼克Hallard（1975-），英国艺术家
杰夫·汉南（1972-），英国作曲家
康纳尔Hanratty（1981-），爱尔兰戏剧导演和学者
贾尔斯哈特（1949-2005），英国工程师和工会积极分子
让·亨德森（1899-1997），英国大律师及自由党政治家
亚历克斯海因德曼，英国的新闻主持人
穆萨·易卜拉欣（1974-），2011年利比亚内战卡扎菲发言人
罗宾·因斯（1969-），英国喜剧演员
斯图尔特·杰克逊（1965-），英国政治家、议员
Karena Johnson，英语戏剧导演
苔丝金汉（1963-），英国政治家
杰西卡·李（1976-），英国政治家、议员
凯瑟琳·朗斯代尔（1903-1971），爱尔兰晶体学學家
Dame Felicity Lott, DBE（1947-），英国女高音
Rosemary Manning（1911-1988），英国作家
邓肯McCargo，英国学者
罗克珊麦基（1982-），英国女演员和模特兒
约翰·莫洛尼，喜剧演员和喜剧作家
劳拉·摩尔，学徒系列六候选人
保罗·纽兰（1966-），英国作曲家
路易莎马丁，CBE，FRC，OG（1872-1966），英国的医生和外科医生
乔乔莫耶斯（1969-），英国小说家
玛丽·南丁格尔（1964-），英国的新闻主持人
西蒙·奈伊（1958-），英语漫画的电视作家
露西·欧文（1970-），威尔士的新闻主持人
珍妮弗·佩吉，CBE（1944-），伦敦千年穹顶项目前行政长官
伊万·皮尔逊（1972-），英国音乐制作人
安德鲁·坡皮（1954 - ），英国作曲家，钢琴家和音乐制作人
珍妮Randerson（1948-），威尔士自由民主党政客
Sophie Robinson，当代英国诗人
乔Saward（1961-），英国一级方程式赛车记者
安迪·谢里丹，英式橄榄球联盟球員
杰奎琳·辛普森（1930-），英国作家和民俗学者
安德鲁·斯蒂芬森（1981-），英国政治家、议员
弗朗西丝·史蒂文森（1888-1972），英国首相戴维·劳埃德·乔治的个人秘书和第二任妻子
马克·斯特朗（1963-），英国演员
JOBY塔尔博特（1971年-），英国作曲家
伊娃杰曼·里明顿·泰勒（1871-1966），英国地理学家和历史学家
西蒙Thurley（1963-），英国建筑历史学家
卡罗尔托南（1953-），英国作家
KT Tunstall（1975-），苏格兰歌手及词曲作者
瓦莱丽瓦斯，英国政治家、议员
安德烈·沃克（1979-），英国政界和媒体的标志
弗朗西斯·惠荫（1957-），英国记者，作家和播音员
德里克Yalden，英国动物学家，英国曼彻斯特大学教授
陈璇，ICS上海外语频道主持人
林智樂：聲夢傳奇參賽者